# Aculus retiolatus
Aculus retiolatus är en spindeldjursart som först beskrevs av Alfred Nalepa 1892.  Aculus retiolatus ingår i släktet Aculus, och familjen Eriophyidae. Arten är reproducerande i Sverige.